# ماريا إينيس أوبالديا
ماريا إينيس أوبالديا ميراباليس (بالإسبانية: María Inés Obaldía) (من مواليد 20 يونيو 1959) هي مذيعة أوروغوايانية وأستاذة ومنتجة وصحفية.

## سيرتها الذاتية
وُلدت ماريا إينيس أوبالديا في مونتفيدو، وهي ابنة إلسا ميراباليس والكاتبة خوسيه ماريا أوبالديا. قبل أن تدخل عالم وسائل الإعلام، درّست الأدب في المدرسة الثانويةا. عملت ماريا في القناة العاشرة لعدة سنوات. وقد استضافت برامج مثل المشاكل Caleidoscópio وسيكون من الممكن Será Posible وبدون الغموض Sin Misterio، ومنذ عام 2010 ترأست شبكة فيفيلا أوترا فيز Vivila Otra Vez إلى جانب العمل في شبكة هومبرتو دي فارغاس Humberto de Vargas.
كمتحدثة، شاركت في البرامج الإذاعية العيش والحياة En vivo y en directo (Radio Sarandí) والمشاهد Entre todos (El Espectador). في عام 2014 استضافت De 10 a 12 في إذاعة أوروغواي.
عملت ماريا كصحفية في البرنامج الإخباري Subrayado (بالقناة 10) ونسقت، وأنتجت، واستضافت برامج المشكال، وبدون الغموض، وسيكون ممكنًا، والذاكرة الجماعية، وفيفيلا أوترا فيز. في عام 2004 تم تسميتها «رسول سلام للأمم المتحدة».
استضافت ماريا منذ عام 2015 المجلة الإخبارية الصباح في المنزل La mañana en casa على القناة 10، ومنذ عام 2016 استضافت (جنبا إلى جنب مع جيراردو سوتيلو) عرض الأخبار بعد ظهر اليوم في المنزل La tarde en casa على نفس القناة.